# Lothar Mayer (Verwaltungsjurist)
Lothar Mayer (* 1915; † 17. März 1993 in Emmendingen) war ein deutscher Jurist und Landrat des Landkreises Emmendingen von 1970 bis 1983.

## Leben
In Freiburg aufgewachsen, legte er 1937 das Abitur ab und wurde im gleichen Jahr zum Wehrdienst eingezogen und war danach als Soldat Kriegsteilnehmer. Nach Entlassung aus der Kriegsgefangenschaft schrieb sich Mayer binnen weniger Monate als Student an der Juristischen Fakultät der Albert-Ludwigs-Universität ein. Die beiden juristischen Staatsexamen bestand er 1949 und 1951, darauf folgte ein Promotionsstudium, das er 1953 als Dr. jur. abschloss.
Danach stieg er als Verwaltungsjurist in den Staatsdienst ein und war zunächst Beamter in einer Landesbehörde. Es folgten Stellen in der Oberfinanzdirektion und im Landesamt für Wiedergutmachung. Ab April 1954 bekleidete er eine Stelle beim Landratsamt Emmendingen.
1970 wurde Mayer zum Landrat des Landkreises Emmendingen gewählt, im November 1977 berief ihn der Kreistag für eine zweite Amtsperiode, die bis 1983 andauerte.

## Ehrenämter
Als Landrat hat Mayer die Ziele der Denkmalpflege und besonders die Landesarchäologie nachhaltig gefördert. Nach seiner Dienstzeit als Landrat übernahm er als Nachfolger von Philipp Brucker den Vorsitz im Vorstand des Förderkreises für die ur- frühgeschichte Forschung in Baden e.V,  den er bis 1989 ausübte.

## Schriften
- Der Wert der Gefangenenarbeit. 1953; 108 S, Freiburg i. B., Rechts- u. staatswiss. F., Diss. v. 6. März 1953.
- Der Kreis Emmendingen (Hrsg.): 1981, 389 S. Theiss, Stuttgart